# Lefkaritika

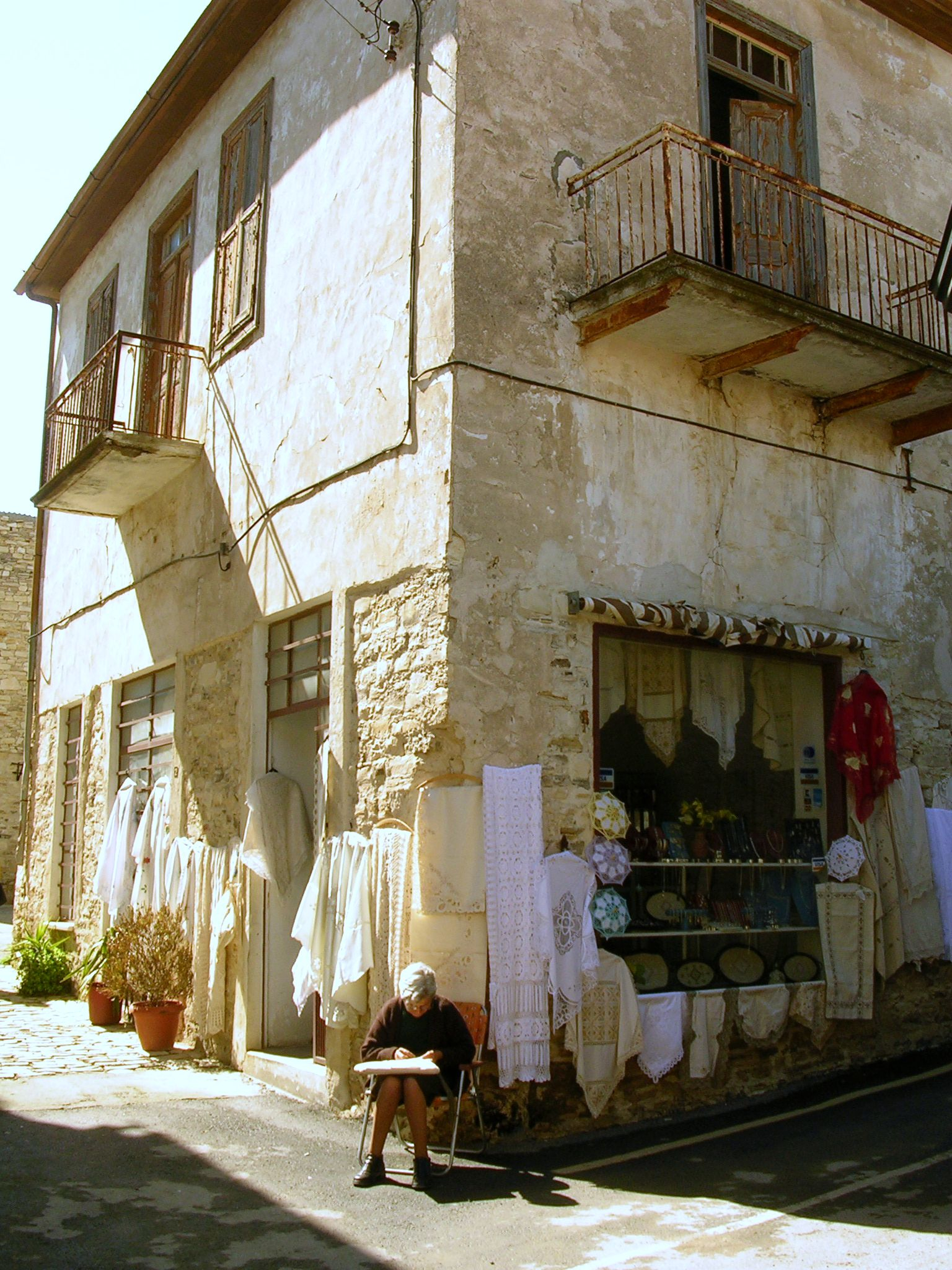
Koronkarka w Lefkarze

Lefkaritika (gr. λευκαρίτικα) – tradycyjna koronka z Lefkary w południowo-wschodnim Cyprze. W 2009 roku tradycje koronkarskie z Lefkary zostały wpisane na listę niematerialnego dziedzictwa UNESCO.

## Historia
Tradycje koronkarskie w Lefkarze zostały zapoczątkowane w średniowieczu, przed XIV wiekiem. Tradycyjnie na Cyprze dziewczęta przygotowywały białe koronki tzw. asproplumia, by wnieść je w posagu przy zamążpójściu. Szczyt rozwoju rzemiosła koronkarskiego w Lefkarze przypadł na okres świetności Bizancjum, kiedy to koronki były eksportowane do Europy przez Konstantynopol. Podczas okupacji Cypru przez Wenecję (1498–1521), kiedy bogaci Wenecjanie przybywali do Lefkary na wypoczynek, mieszkańcy wsi podpatrzyli noszone przez nich białe koronki włoskie i zaadaptowali swoje techniki, dodając do podpatrzonych wzorów elementy inspirowane przyrodą regionu.   
Sztuka koronkarska była przekazywana z pokolenia na pokolenie – kobiety zajmowały się wytwarzaniem koronek, a mężczyźni ich sprzedażą. Według legendy Leonardo da Vinci był tak zachwycony koronką z Lefkary, że przywiózł do Mediolanu koronkę o wzorze potamos (pol. rzeka), aby udekorować ołtarz w mediolańskiej katedrze. Od tego czasu wzór ten nazywany jest wzorem Leonarda da Vinci.

## Technika
Koronka powstaje na lnianym materiale sprowadzanym z Irlandii Północnej. W lnie wycinane są wzory i następnie pokrywane koronkami. Koronki używane są głównie do produkcji obrusów i serwetek.